# Гротон (містечко, Коннектикут)
Гротон (англ. Groton) — місто (чи містечко — англ. town) в США, в окрузі Нью-Лондон штату Коннектикут. Розташоване на річці Темза.
За переписом населення 2020 року кількість мешканців міста становила 38 411 осіб
. Згідно з даними Бюро перепису населення США загальна площа міста становить 45,3 квадратних миль (117,3 км2), з яких 31,0 квадратну милю (80,4 км2) займає суша, а 14,2 квадратних милі (36,9 км2), або 31,47 %, займає вода
.

## Промисловість
Гротон є центром виробництва підводних човнів компанії Electric Boat, підрозділу корпорації General Dynamics. Компанія Electric Boat розпочала промислову діяльність у Гротоні зі створення в 1911 році дочірньої компанії «New London Ship and Engine Company» (NELSECO). У 1911—1925 роках NELSECO була основним виробником двигунів для підводних човнів, розроблених Electric Boat. 1931 року був закладений перший підводний човен USS Cuttlefish побудований у Гротоні. Під час Другої світової війни Electric Boat що два тижні виготовляла один підводний човен. Тут на воду був спущений перший у світі атомний підводний човен  — американський АПЧ «Наутилус». У Гротоні розташована одна з найбільших у світі баз підводних човнів — Naval Submarine Base New London (SUBASE NLON), яка входить до складу комплексу Військово-морських сил США (US Navy) в Гротон. Це найстарша й історично перша база підводних човнів у США. Натепер тут стаціонують 17 багатоцільових підводних човнів типів «Los Angeles» та «Virginia». Разом із сусідньою корабельнею Electric Boat корпорації General Dynamics в Ґротон вони складають один із найбільших центрів US Navy.
У місті також розташовані підприємства однієї з найбільших у світі фармацевтичних компаній — концерну Pfizer. Тут розташований науково-дослідний центр цієї компанії площею 137 акрів (0,55 км 2).
Відповідно до річного фінансового звіту міста за 2022 рік ці корпорації забезпечують переважну кількість робочих місць у Гротоні:
| № | Роботодавець                    | Кількість працівників |
| - | ------------------------------- | --------------------- |
| 1 | Naval Submarine Base New London | 10,750                |
| 2 | General Dynamics Electric Boat  | 9,169                 |
| 3 | Pfizer                          | 4,853                 |
| 4 | Містечко Гротон                 | 967                   |
| 5 | City of Groton                  | 219                   |
| 6 | Chelsea Groton Bank             | 132                   |

## Див. також

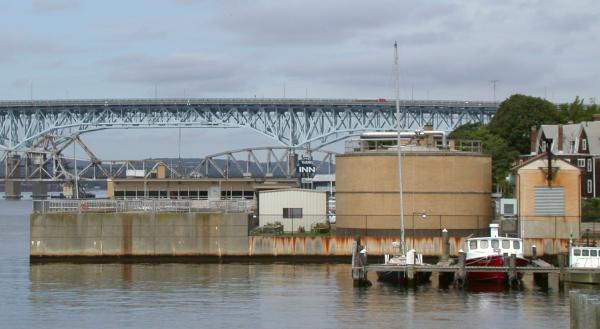
Міст у місті Гротон
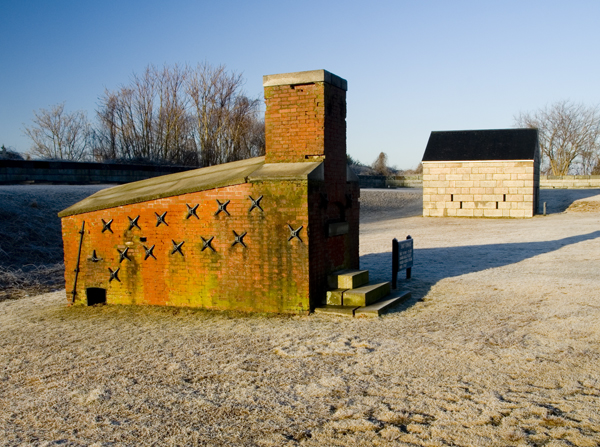
Фабрика "гарячого шроту" в Форті Грісволд
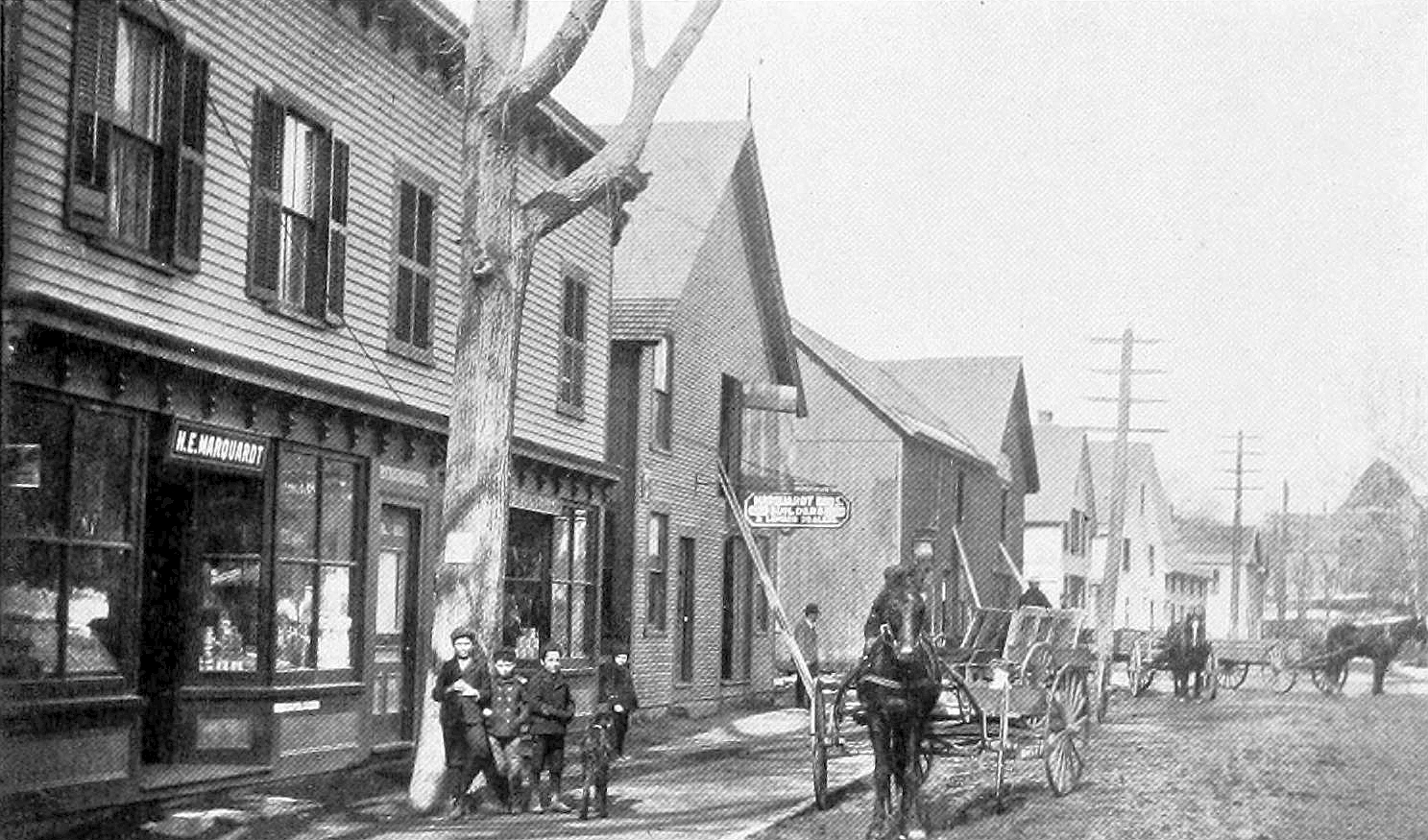
Thames Street (прибл. 1901)
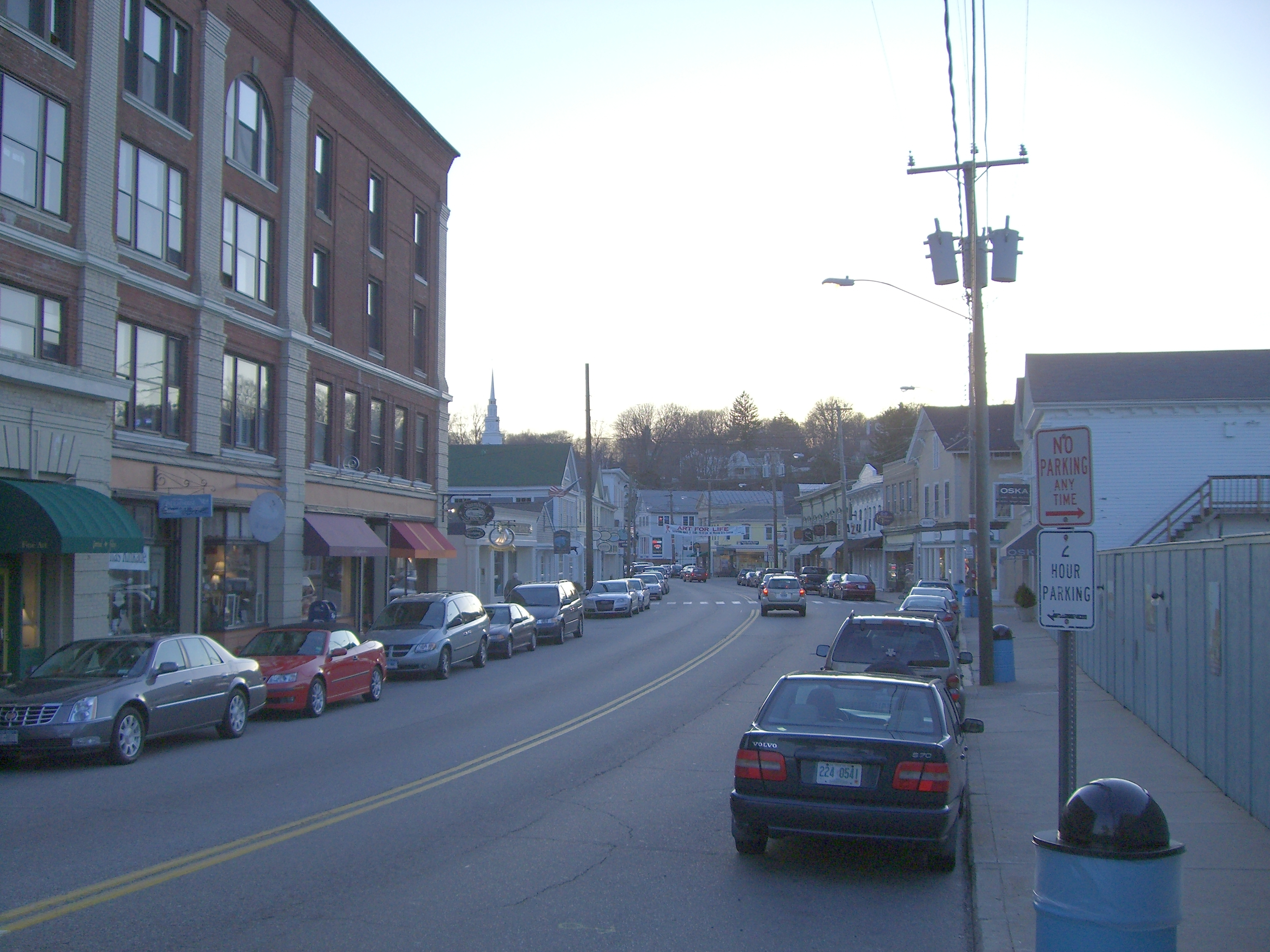
Частина центру переписної місцевості Мистік в Гротоні
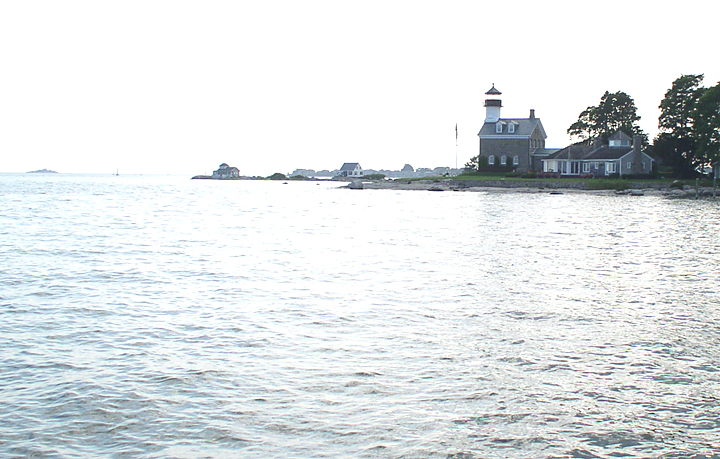
Маяк в переписній місцевості Ноанк у південно-східній частині Гротона.
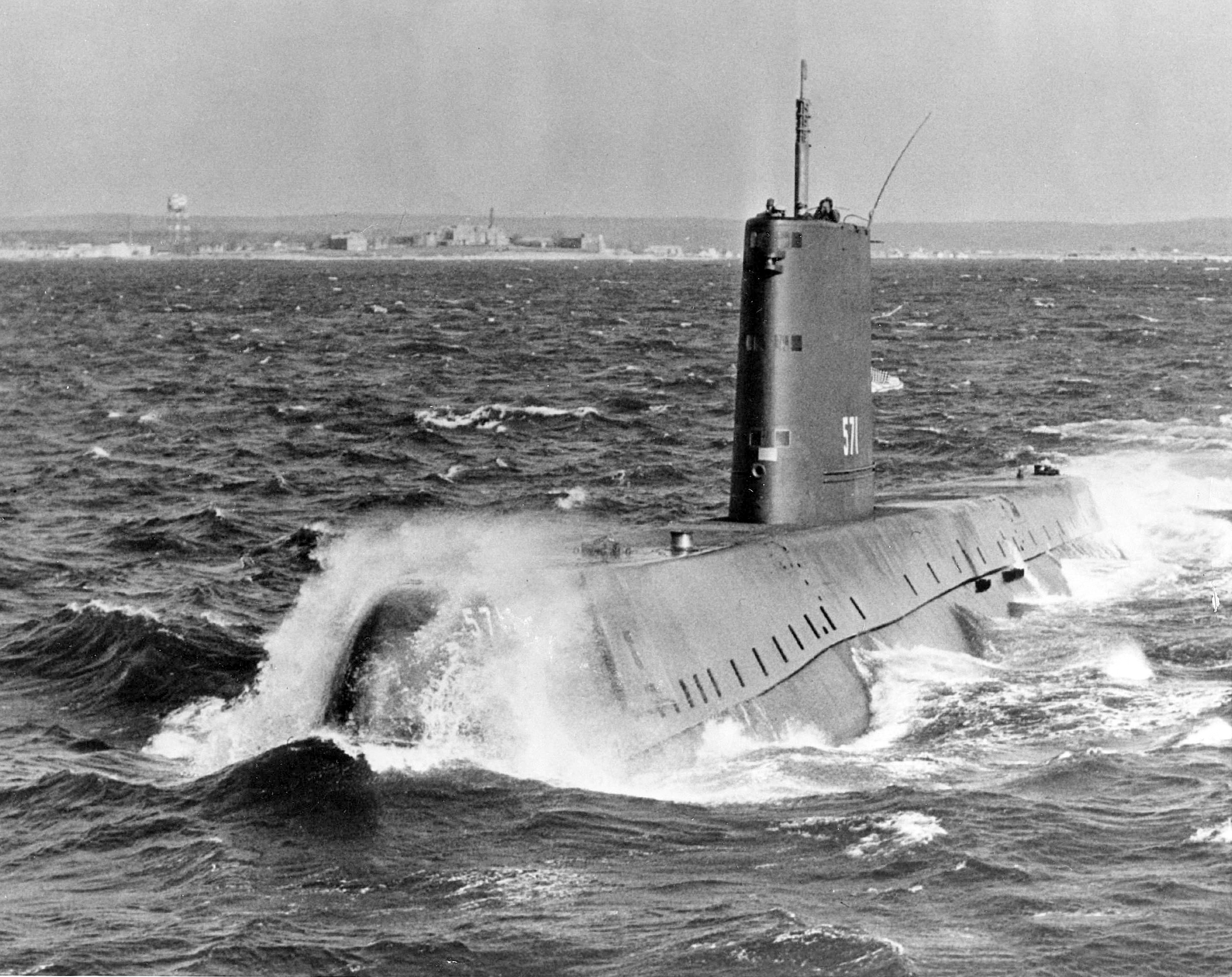
Перший у світі атомний підводний човен «Наутилус»